# 포춘 (1987년 영화)
《포춘》(영어: Outrageous Fortune)은 미국에서 제작된 아서 힐러 감독의 1987년 코미디 미스터리 영화이다. 셸리 롱, 벳 미들러 등이 출연하였고, 로버트 W. 코트 등이 제작에 참여하였다.

## 출연진
- 셸리 롱
- 벳 미들러
- 피터 카이오티
- 로버트 프로스키
- 조지 칼린
- 존 셕
- 앤서니 힐드
- 크리스토퍼 맥도널드

## 기타 제작진
- 공동 제작: 피터 V. 헤럴드, 스콧 크루프, 마틴 미컬슨
- 협력 제작: 짐 밴윅
- 배역: 맬리 핀
- 미술: 제임스 D. 밴스
- 의상: 글로리아 그레셤